# ویواآئروبوس
ویواآئروبوس (به انگلیسی: VivaAerobús) یک شرکت هواپیمایی با کد یاتا VB است که در تاریخ ۲۰۰۶ میلادی تأسیس شده است. دفتر مرکزی ویواآئروبوس در مکزیکوسیتی، مکزیک واقع شده‌است و قطب این شرکت هواپیمایی در فرودگاه بین‌المللی مکزیکو سیتی، فرودگاه بین‌المللی ژنرال ماریانو اسکبیدو، فرودگاه بین‌المللی دن میگوئل هیدالگو وای کوستیا و فرودگاه بین‌المللی کانکون، کینتانا رو قرار دارد و به ۲۵ مقصد، پرواز مستقیم انجام می‌دهد.

## نگارخانه

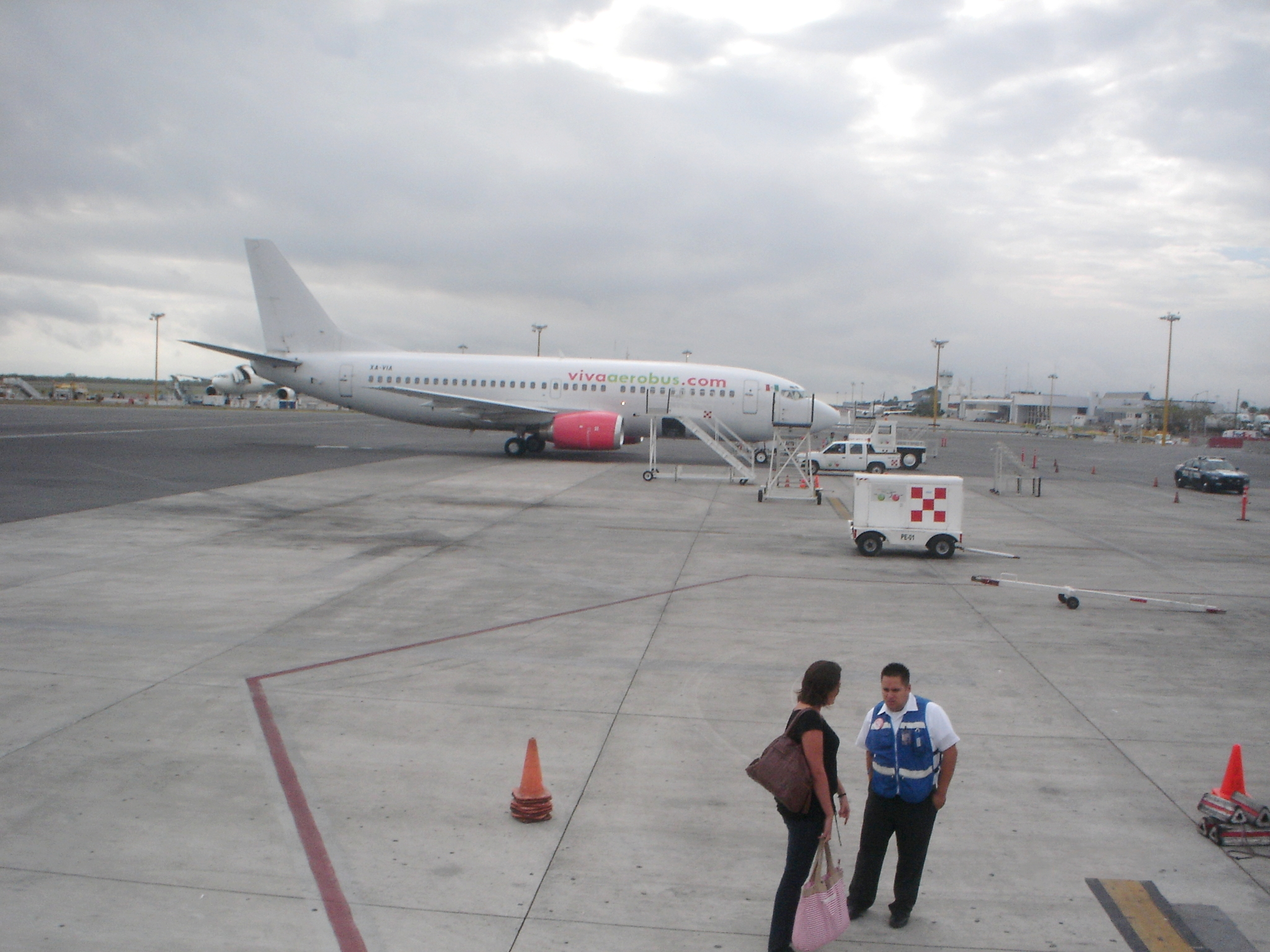